# 丁氏节孝坊
丁氏节孝坊，位于中华人民共和国浙江省衢州市龙游县詹家镇，是浙江省省级文物保护单位之一。
2017年1月19日，丁氏节孝坊被列入第七批浙江省文物保护单位，该文物保护单位是一座古建筑。